# Richard Bryan
Richard Bryan (Washington, 1937. július 16. –) az Amerikai Egyesült Államok szenátora (Nevada, 1989–2001).